# Henri Becquerel
Antoine Henri Becquerel (15 tháng 12 năm 1852 – 25 tháng 8 năm 1908) là một nhà vật lý người Pháp, từng được giải Nobel và là một trong những người phát hiện ra hiện tượng phóng xạ.

## Tiểu sử

### Thời trẻ
Becquerel sinh ra ở Paris trong một gia đình bốn thế hệ các nhà khoa học, bao gồm cả con trai ông: Jean Becquerel. Ông đã nghiên cứu lịch sử tại École Polytechnique (Trường Bách khoa) và kỹ thuật tại École des Ponts et Chaussées (Trường Cầu Đường). Năm 1890, Ông kết hôn với Louise Desiree Lorieux.

## Nghề nghiệp
Năm 1892, ông trở thành người thứ ba trong gia đình của mình để làm chủ tịch tại Bảo tàng Quốc gia Lịch sử Tự nhiên. Năm 1894, ông trở thành chánh kỹ sư ở Sở Cầu và đường cao tốc. Trong nửa sau sự nghiệp của mình ở Clifton, Bristol ông tiến hành nghiên cứu sự phát lân quang của muối urani và là một trong những khám phá nổi tiếng nhất của ông.
Năm 1896, trong khi nghiên cứu lân trong muối uranium, Becquerel tình cờ phát hiện ra phóng xạ. Nghiên cứu các công trình của Wilhelm Conrad Röntgen, Becquerel được bao bọc một chất huỳnh quang, uranyl kali sulfat, trong tấm ảnh và vật liệu màu đen để chuẩn bị cho một thử nghiệm đòi hỏi phải có ánh sáng mặt trời. Tuy nhiên, trước khi thực sự thực hiện thí nghiệm, Becquerel phát hiện ra rằng các tấm ảnh đã được tiếp xúc, cho thấy hình ảnh của chất đó. Phát hiện này đã dẫn Becquerel để điều tra sự phát xạ tự phát bức xạ hạt nhân.